# Casearia philippinensis
Casearia philippinensis är en videväxtart som beskrevs av Merrill. Casearia philippinensis ingår i släktet Casearia och familjen videväxter. Inga underarter finns listade i Catalogue of Life.